# Jacinta Pichimahuida
Jacinta Pichimahuida es el nombre de un personaje de ficción, cuyo rol era el de una maestra de escuela primaria en un barrio de la ciudad de Buenos Aires. La serie televisiva se basó en el guion de Abel Santa Cruz (1911-1995), y tuvo cuatro ediciones principales, que se distinguen por la actriz que la interpretó:
- Evangelina Salazar (1946-): Jacinta Pichimahuida, la maestra que no se olvida (1966)[1]
- Silvia Mores (1949-): Jacinta Pichimahuida, la maestra que no se olvida (1968)
- María de los Ángeles Medrano (1955-): Jacinta Pichimahuida, la maestra que no se olvida (1974-1975)[2]
- Cristina Lemercier (1951-1996): Señorita maestra (1982 a 1985)[3]

El personaje también apareció en una película:
- Jacinta Pichimahuida se enamora (1977)